# Waterloo-Nord (circonscription provinciale)
Pour les articles homonymes, voir Waterloo-Nord.
Circonscription électorale provinciale du Canada
Waterloo-Nord ((en) Waterloo North) est une ancienne circonscription provinciale de l'Ontario représentée à l'Assemblée législative de l'Ontario de 1867 à 1999.

## Historique
| Législature                                       | Années    | Député                           | Député                          | Parti                     |
| ------------------------------------------------- | --------- | -------------------------------- | ------------------------------- | ------------------------- |
| Kitchener-Nord                                    |           |                                  |                                 |                           |
| 1re                                               | 1867-1871 |                                  | Moses Springer                  | Libéral                   |
| 2e                                                | 1871-1875 |                                  | Moses Springer                  | Libéral                   |
| 3e                                                | 1875-1879 |                                  | Moses Springer                  | Libéral                   |
| 4e                                                | 1879-1881 |                                  | Moses Springer                  | Libéral                   |
| 4e                                                | 1881-1883 | Elias Weber Bingeman Snider (en) |                                 | Libéral                   |
| 5e                                                | 1883-1886 | Elias Weber Bingeman Snider (en) |                                 | Libéral                   |
| 6e                                                | 1886-1890 | Elias Weber Bingeman Snider (en) |                                 | Libéral                   |
| 7e                                                | 1890-1894 | Elias Weber Bingeman Snider (en) |                                 | Libéral                   |
| 8e                                                | 1894-1898 | Alexander Black Robertson (en)   |                                 | Libéral                   |
| 9e                                                | 1898-1899 |                                  | Henry George Lackner (en)       | Conservateur              |
| 9e                                                | 1899-1902 |                                  | Louis Jacob Breithaupt (en)     | Libéral                   |
| 10e                                               | 1902-1905 |                                  | Henry George Lackner (en) (2)   | Conservateur              |
| 11e                                               | 1905-1908 |                                  | Henry George Lackner (en) (2)   | Conservateur              |
| 12e                                               | 1908-1911 |                                  | Henry George Lackner (en) (2)   | Conservateur              |
| 13e                                               | 1911-1914 | Charles Henry Mills (en)         |                                 | Conservateur              |
| 14e                                               | 1914-1919 | Charles Henry Mills (en)         |                                 | Conservateur              |
| 15e                                               | 1919-1923 |                                  | Nicholas Asmussen (en)          | Indépendant libéral       |
| 16e                                               | 1923-1926 |                                  | William George Weichel          | Conservateur              |
| 17e                                               | 1926-1929 |                                  | William George Weichel          | Conservateur              |
| 18e                                               | 1929-1934 |                                  | Sydney Charles Tweed (en)       | Libéral                   |
| 19e                                               | 1934-1937 | Nicholas Asmussen (en) (2)       |                                 | Libéral                   |
| 20e                                               | 1937-1943 | Justus Albert Smith (en)         |                                 | Libéral                   |
| 21e                                               | 1943-1945 |                                  | John Henry Cook (en)            | CCF                       |
| 22e                                               | 1945-1948 |                                  | Joseph Ignatino Meinzinger (en) | Libéral-ouvrier (en)      |
| 23e                                               | 1948-1951 |                                  | John G. Brown (en)              | Libéral                   |
| 24e                                               | 1951-1955 |                                  | Stanley Francis Leavine (en)    | Progressiste-conservateur |
| 25e                                               | 1955-1959 |                                  | John Wintermeyer (en)           | Libéral                   |
| 26e                                               | 1959-1963 |                                  | John Wintermeyer (en)           | Libéral                   |
| 27e                                               | 1963-1967 |                                  | Keith Butler                    | Progressiste-conservateur |
| 28e                                               | 1967-1971 |                                  | Edward R. Good (en)             | Libéral                   |
| 29e                                               | 1971-1975 |                                  | Edward R. Good (en)             | Libéral                   |
| 30e                                               | 1975-1977 |                                  | Edward R. Good (en)             | Libéral                   |
| 31e                                               | 1977-1981 | Herb Epp                         |                                 | Libéral                   |
| 32e                                               | 1981-1985 | Herb Epp                         |                                 | Libéral                   |
| 33e                                               | 1985-1987 | Herb Epp                         |                                 | Libéral                   |
| 34e                                               | 1987-1990 | Herb Epp                         |                                 | Libéral                   |
| 35e                                               | 1990-1995 |                                  | Elizabeth Witmer                | Progressiste-conservateur |
| 36e                                               | 1995-1999 |                                  | Elizabeth Witmer                | Progressiste-conservateur |
| Circonscription dissoute parmi Kitchener—Waterloo |           |                                  |                                 |                           |